# Trichosteleum vieillardii
Trichosteleum vieillardii là một loài rêu trong họ Sematophyllaceae. Loài này được Cardot mô tả khoa học đầu tiên năm 1908.